# کاوازاکی نینجا ۲۵۰اس‌ال
کاوازاکی نینجا ۲۵۰اس‌ال (انگلیسی: Kawasaki Ninja 250SL) (با کد؛ بی‌اکس۲۵۰)، که قبلاً در اندونزی نینجا آر. آر نامیده می‌شد (تا نوامبر ۲۰۱۶، بعداً به ۲۵۰اس‌ال تغییر کرد)، موتورسیکلتی در سری موتورسیکلت‌های اسپرت نینجا از سازنده ژاپنی کاوازاکی است که از سال ۲۰۱۴ فروخته می‌شود.

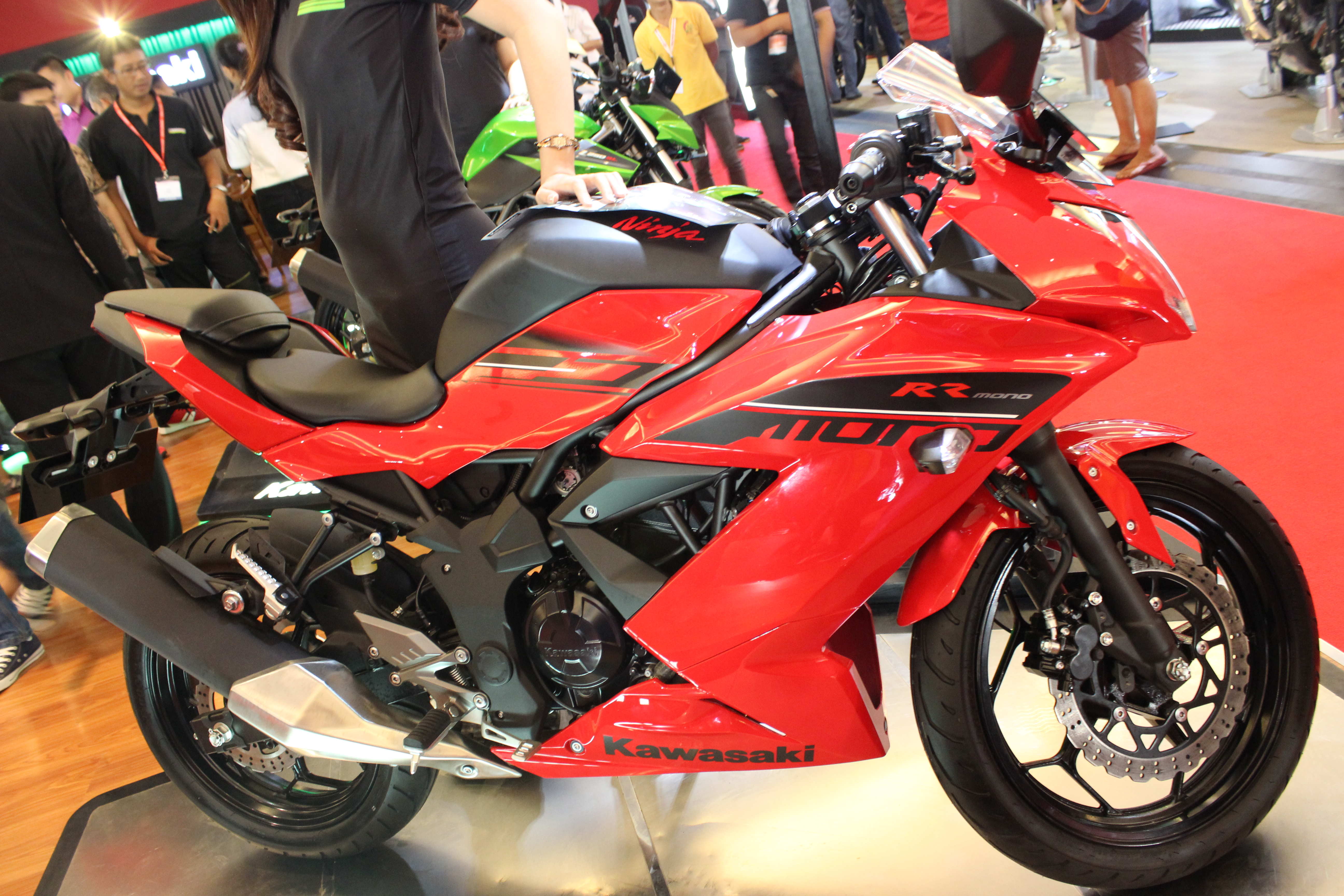
کاوازاکی نینجا ۲۵۰ تک‌سیلندر

این محصول جایگزین موتور دوزمانه نینجا زداکس-۱ می‌شود. این موتور از یک انجین تک سیلندر ۲۴۹ سی‌سی (۱۵٫۲ مکعب اینچ) استفاده می‌کند که ۲۰٫۶ کیلووات (۲۸ اسب بخار) در ۹٫۷۰۰ دور در دقیقه و ۲۲٫۶ نیوتن متر در دقیقه (۱۶٫۷ پوند در دقیقه در ۱۶٫۷ پوند در دقیقه) تولید می‌کند.
این اولین موتورسیکلت اسپرت نینجا است که دارای انجین تک‌سیلندر چهارزمانه است.